# 獎學金
獎學金，是提供給特定學生的金錢獎勵，頒發對象包括學業成績優異、操行良好或體育、藝術等方面表現傑出者。
獎學金的額度不等，有些額度甚小，僅是象徵性意義；有些則額度甚大，足以支付學雜費、書籍費，甚至是生活費，讓學生得以在無經濟壓力下專心向學。

## 类别

### 中华人民共和国
目前在中华人民共和国在读的本专科学生在满足相关要求的情况下有机会获得以下的奖学金（二者不可兼得）。
- 国家奖学金：每人每年10,000元，每年共计12万名[5]
- 国家励志奖学金：每人每年6,000元[6]

同时，有些地方人民政府政府也会设立相关的奖学金。
许多学校给本、专科学生设置有普遍性的奖学金。对于研究生，大部分院校给学生设置有奖学金，通常按成绩优劣划分金额的级别。

### 日本
日语中的奖学金（日语：奨学金）既可以指无需偿还的奖学金，也可以指代毕业后需要还款的助学金。日本政府给外国留学生提供无需偿还的奖学金，而对于日本国内的本土日本学生，“奖学金”通常指代需要还款的助学金，这种助学金不仅需要还款，还可能带有利息，更接近一种政府发放的助学贷款。

## 相关
- 助学金
- 助学贷款